# Baxi Group
Baxi Group este unul dintre principalii lideri pe piața europeană în soluții de încălzire și condiționare a aerului, prezent în țări precum România, UK, Spania, Italia, Franta, Germania, Turcia și Rusia.
În noiembrie 2009, Baxi Group și De Dietriech Remeha au fuzionat într-un singur grup – BDR Thermea.
Nou creatul grup BDR Thermea își consolidează locul 3 în ierarhia Europeană a industriei termotehnice, ocupând prima poziție în piața în țări precum Marea Britanie, Franta, Germania, Spania, Olanda și Italia.
Număr de angajați: 6400 de angajați în întreaga lume

Cifră de afaceri: peste 1,7 miliard Euro și vânzări anuale de peste 1 milion de centrale. 

## Istoric
- 1963 - a dezvoltat tehnologia de încălzire centrală cu aer pe baza de gaz
- 1965 - a lansat cel mai celebru produs al său – boilerul ergonomic cu gaz Bermuda, ale cărui variante modernizate se afla încă în portofoliul companiei.
- anii ’90, compania a demarat o serie de achiziții a unor firme europene din domeniu, proces care a culminat in 1999 cu preluarea companiei Ocean Idroclima și a Diviziei Blue Circle Heating
- noiembrie 2000 - Baxi fuzionează cu Grupul Newmond, un alt producător important de profil din Marea Britanie, luând astfel naștere Baxi Group Ltd. , în structura sa actuala
- În 2005, Baxi Group achiziționează divizia de termotehnice a ROCA Spania.
- În noiembrie 2009, Baxi Group și De Dietriech Remeha au fuzionat într-un singur grup – BDR Thermea.[3]